# Izviđački satelit
Izviđački satelit (obavještajni satelit, špijunski satelit) je vrsta umjetnog satelita. Obično je vojne namjene, prije svega obavještajne. Može biti i civilne, poput izviđačkih satelita koji snimaju površinu Marsa. Izviđački satelit iz orbite otkrivaju minerale u kori, npr. rover Curiosity izbušio je u podnožju Mount Sharpa uzorke prvog kamena u kojima je nađen mineral, koje je Marsov izviđački satelit prvo pronašao.
Prvo "vojno oko" ove vrste bio je izviđački satelit KH 1960-ih. 
Poznati su ruski i američki izviđački sateliti. Izviđačke satelite smjestila je u orbitu i Njemačka, iz sustava SAR-Lupe. Za tu je svrhu koristila ruske resurse, kozmodrom Pljeseck i raketu nosač Kosmos 3M.  Turska je svoj prvi vlastiti izviđački satelit lansirala 2011. godine. Bio je to Rasat.